# Teoretisk filosofi
Uppdelningen mellan praktisk och teoretisk filosofi har sitt ursprung hos Aristoteles. Idén fördes vidare av Christopher Jacob Boström och hans teologiska skola av filosofin som var verksam i Sverige sedan 1700-talet. Denna uppdelning av filosofiämnet på universiteten förekommer inte i alla länder, det är snarare en specialitet för Sverige och Finland. Dock delar ibland skotska universitet upp filosofi i ämnena logic and metaphysics och moral philosophy. Dessutom finns ett sammanhållet filosofiämne i Sverige, till exempel på Södertörns högskola.
Teoretisk filosofi omfattar till exempel:
- kunskapsteori (epistemologi), vetenskapsteori. Sysslar med frågor som "vad är kunskap?", "hur får vi kunskap?" och "hur vet man att något är sant?". Vad är ett riktigt sätt att forska och utföra vetenskapliga undersökningar på?.
- logik, argumentation. Vad är ett riktigt sätt att härleda fakta från andra fakta? Formalism kring hur man tydligt beskriver ett logiskt resonemang.
- språkfilosofi ställer frågor om språkets natur. Vad innebär det att ett ord betyder någonting? Hur förhåller sig språket till medvetandet och till verkligheten?
- matematikfilosofi undersöker de matematiska begreppens natur.
- medvetande- och kognitionsfilosofi undersöker medvetandets, jagets och själens natur.
- metafysik. Övergripande filosofiska teorier kring världens, tillvarons och verklighetens innersta väsen.